# Jaroslav Frič
Jaroslav Frič (9. června 1924 Penčice – 28. ledna 2000 Unhošť) byl český audiovizuální umělec. Je řazen mezi zakladatele vizuální tvorby v Československu. Pod jeho vedením byl prezentován polyekran Pražské jaro na výstavě Expo 58 v Bruselu. Byl autorem multimediálních projektů – „Spherorama“ a „Vertical Cinemascope“ pro Pavilon Britské Kolumbie na výstavě Expo v roce 1970, která se konala v Ósace v Japonsku a mnoha dalších audiovizuálních systémů.

## Život
V roce 1942 ukončil studia na Střední průmyslové škole elektrotechnické v Brně. Po uzavření českých vysokých škol patřil mezi totálně nasazené a pracoval mj. na území Velkoněmecké říše v Kielu a jeho okolí. Po válce vystudoval Fakultu elektrotechnickou ČVUT v Praze. Zpočátku pracoval v československém výzkumu jaderné fyziky. V roce 1948 se oženil s Annou Šťastnou (Fričovou), která s ním pracovala na různých projektech. Od 50. let se začal věnovat tvorbě audiovizuálních systémů v rámci n. p. Výstavnictví v Praze. Podílel se na tvorbě světelné techniky v československém pavilonu na světové výstavě Expo 58 v Bruselu.
V roce 1968 patřil mezi zakladatele tvůrčí skupiny SCARS (zkratka pro science-art-sense) – při středisku výtvarných umění Art Centrum v Praze – zabývající se výrobou audiovizuálních děl. Patřili do ní např. Karel Čejka, Radúz Činčera, Bohumil Eliáš, Adolf Hoffmeister, Miloš Král, Hubert Matějček, Jaroslava Mrázová, Oldřich Nouza a další (technici, architekti, kameramani, fotografové, střihači, hudební skladatelé), kteří vytvořili diapolyekran (varianta polyekranu) pro Expo 67. SCARS se zabýval výrobou audiovizuálních projektů pro různé firmy i země. Členové skupiny přispěli k vývoji multiprojekčních systémů a k posunu tohoto uměleckého odvětví.
Ještě v roce 1967 ohlas světové výstavy inspiroval starostu Montrealu Jeana Drapoeaua k opakování Expa v miniaturizovaném provedení, které probíhalo celé desetiletí a podíleli se na něm desítky československých umělců. První projekt vytvořený na zakázku byla audiovizuální propagační show pro podzemní pasáž paláce Place Ville Marie v Montrealu, jejímž autorem byl Jaroslav Frič.
Práce Jaroslava Friče a celé skupiny SCARS mimo jiné zaujala také indickou předsedkyni vlády Indíru Gándhí nebo íránskou císařovnu Farah Diba, manželku Riisa šácha Pahlaví. Jejich pozitivní reakce umožnila v těchto zemích pokračovat v práci na dalších projektech. Od roku 1970 do roku 1978 uskutečnilo Art Centrum v Íránu podle námětů Jaroslava Friče zakázky za desítky milionu dolarů.
V posledních letech svého života byl Jaroslav Frič zván jako konzultant na některé projekty světových výstav. V aktuální terminologii (2021) je nazýván “multimediálním režisérem”, podle terminologie používané v druhé polovině 20. stol. byl autorem audiovizuálních prezentací a multimediálních projektů.

## Tvorba
Jaroslav Frič celý život nepřestal experimentovat a přemýšlet o spojení technických znalostí a dovedností s uměleckou kreativitou. Podobně jako další autoři této generace se pokoušel o 360stupňovou projekci, kterou s většími či menšími úspěchy jevištní výtvarníci řeší i na počátku 21. století.
Seznam některých projektů, které realizoval Jaroslav Frič jako autor souborného díla nebo jejich spoluautor
- 1958 – audiovizuální systém (dále jen AVS) pro vstupní prostor, návrh části expozice, Československý pavilón, Expo 58 Brusel, Belgie,
- 1962 – umělecké osvětlení pro Stálou expozici starého českého umění Národní galerie, Bazilika sv. Jiří, projekt František Cubr, Josef  Pilař aj. Praha,
- 1963/1964 – osvětlení pro Obrazárnu Pražského Hradu, rudolfínské sbírky, projekt František Cubr a Josef Pokorný, Praha,
- 1967 – umělecké osvětlení výstavních prostorů (Polyekran, Polyvize, Kinoautomat), Československý pavilon, Světová výstava 1967, spolupráce s bratry Emilem a Alfrédem Radokovými, Josefem Svobodou, Pavlem Blumenfeldem, Radúzem Činčerou, Montréal, Kanada
- 1970 – AVS Zrození Evropy, pavilon EHS výstava EXPO 1970, Ósaka, Japonsko
- 1970 – AVS, systém Sperorama Symfonie mládí pro pavilon Britské Kolumbie, EXPO 1970, Ósaka, Japonsko
- 1970 – 1978 m audiovizuální prezentace „Heritage of Ages“ - Dědictví věků pro památník Shahyad v Teheránu, Dědictví věků II (1971), Dědictví věků II (1974), Plameny pouště (1977) Teherán, Írán,
- 1972 – audiovizuální programy My, indický lid, pro výstavu ,,Asia 72', Nové Dillí, Indie
- 1974 – audiovizuální program Sláva Iránu, íránský pavilón na výstavě z roku 1974, Spokane, USA
- 1975 – interiér íránský pavilon, Na břehu moří si hrají děti, Expo 1975, Okinawa, Japonsko
- 1978 – audiovizuální projekt Lidé v Československu (Člověk a jeho svět), Československý pavilon, Montréal, Kanada
- 1980 – audiovizuální projekt a výstava Alfo ns Mucha a česko-slovenské malířství, Gekkoso Galery, Tokio, Japonsko
- 1981 – repríza kinoautomatu s programem „Kouzelná cesta aneb Dobrodružství japonské letušky v Praze a dalších metropolích“ spolupráce s Radúzem Činčerou, Ósaka, Kóbe, Japonsko
- 1980/1981 – audiovizuální projekty pro SSSR, Moskva, (1980) – My sovětský lid; 1981 a 1982 – Frunze, Píseň o Kirgizii; 1983 – Frunze, Muzeum Lenina; 1983, 1984, 1985 a 1987 – Vilno, aj.
- 1984 – námět, scénář, režie k projektu Poselství evropských řek, pavilon EHS, Expo 1984, New Orleans, USA
- 1986 – audiovizuální programy pro Ústřední historické a etnografické muzeum v Alma-Atě, Kazašské SSR,
- 1987 – skleněný světelný objekt, Mramorová fontána, spolupráce s Jiřím Fričem, Katar
- 1989 – Křišťálová řeka, spolupráce a realizace s Jiřím Fričem, Památník Indíry Gándhí, Nové Dillí, Indie
- 1989 – pavilon, EXPO 90, Ósaka, Japonsko[9]

### Odborné publikace
- Světelná technika v obchodě: pomocný text pro střední umělecko-průmyslové školy - obor aranžérství a výstavnictví. Praha: Vydavatelství obchodu, 1964. Knižnice technického rozvoje
- Světelná technika v umění: učební text pro střední školy uměleckého směru. Praha: Státní pedagogické nakladatelství, 1970. Učebnice odborných a středních odborných škol.[7]
- Teorie audiovizuálního umění, Audiovizuální psychoanalýza a zařízení pro audiovizuální show – studijní texty pro SUPŠ a DAMU, Praha, nedat.

### Pedagogická činnost
- Střední škola umělecko-průmyslová v Praze 1963–1974
- Divadelní fakulta AMU v Praze, katedra scénického výtvarnictví 1963–1974[7]